# Evdochia av Kiev
Evdochia av Kiev, född ?, död 1467, var furstinna av Valakiet som gift med Stefan den store av Valakiet.